# Россошина 2-я
Россошина 2-я — река на полуострове Камчатка в России. Протекает по территории Усть-Камчатского района Камчатского края. Левый приток реки Радуги.
Названа русскими казаками-первопроходцами, от россоха — «развилка».

## География
Река берёт начало на южном склоне сопки Лучек. Течёт на юго-запад по горному ущелью. Впадает в реку Радуга слева на расстоянии 75 км от устья. Длина 11 км.
По данным государственного водного реестра России относится к Анадыро-Колымскому бассейновому округу.
Код водного объекта 19070000112220000018156.